# Sylwester Drączkowski
Sylwester Drączkowski (ur. 31 grudnia 1890 w Kryłowie, zm. 13–14 kwietnia 1940 w Katyniu) – major piechoty Wojska Polskiego, działacz niepodległościowy, kawaler Orderu Virtuti Militari, ofiara zbrodni katyńskiej.

## Życiorys
Urodził się 31 grudnia 1890 r. w Kryłowie, w ówczesnym powiecie hrubieszowskim guberni lubelskiej, w rodzinie Aleksandra i Anny z Wieszczków. Ukończył gimnazjum filologiczne w Lublinie. W 1911 r. wyemigrował do Stanów Zjednoczonych, należał do „Sokoła” w Chicago.
Z chwilą formowania polskich oddziałów ochotniczych w USA wstąpił do 3 batalionu i wyjechał do Francji. Tam skierowany do 3 pułku strzelców polskich. W 1919 r. walczył na froncie polsko-bolszewickim.
W czasie pokoju dowodził 8 kompanią 45 pułku piechoty w Równem. W latach 1921–1925 był II oficerem sztabu 13 Kresowej Dywizja Piechoty, a w latach 1925–1927 referentem Oddziału II Sztabu Generalnego. Od 1927 ponownie w 45 pp. 19 marca 1928 prezydent RP nadał mu stopień kapitana z dniem 1 stycznia 1928 i 274. lokatą w korpusie oficerów piechoty. W grudniu 1932 został przeniesiony do Szkoły Podoficerów Piechoty dla Małoletnich Nr 3 w Nisku. Na stopień majora został mianowany ze starszeństwem z 19 marca 1938 i 2. lokatą w korpusie oficerów piechoty. Był to tzw. „awans emerytalny”, związany z przeniesieniem w stan spoczynku. W 1939 jako oficer stanu spoczynku pozostawał w ewidencji Komendy Rejonu Uzupełnień Katowice. Został przydzielony do Oficerskiej Kadry Okręgowej Nr V i był „przewidziany do użycia w czasie wojny”.

23 września 1939, po agresji ZSRR na Polskę, dostał się do niewoli sowieckiej i został przetransportowany pociągiem z Kowla do Zdołbunowa. W październiku przebywał w obozie jenieckim NKWD w Putywlu, a w listopadzie 1939 został przeniesiony do obozu jenieckiego w Kozielsku. 11 lub 12 kwietnia 1940 został przekazany do dyspozycji naczelnika Zarządu NKWD Obwodu Smoleńskiego. 13 lub 14 kwietnia 1940 zamordowany przez funkcjonariuszy NKWD w Katyniu i tam pogrzebany w bezimiennej mogile zbiorowej, gdzie od 28 lipca 2000 mieści się oficjalnie Polski Cmentarz Wojenny w Katyniu. W Lesie Katyńskim prowadzone były ekshumacje i prace archeologiczne. W 1943 jego ciało zostało zidentyfikowane w toku ekshumacji prowadzonych przez Niemców pod numerem 698 – dosł. określony jako Drążkowski Sylvester. Przy jego zwłokach odnaleziono: świad. szczep. w Kozielsku, krzyż Virtuti Militari oraz medalik. Figuruje na liście wywózkowej 025/1 z 9 kwietnia 1940 oraz na liście Komisji Technicznej PCK pod numerem 0698.
5 października 2007 minister obrony narodowej Aleksander Szczygło mianował go pośmiertnie na stopień podpułkownika. Awans został ogłoszony 9 listopada 2007 w Warszawie, w trakcie uroczystości „Katyń Pamiętamy – Uczcijmy Pamięć Bohaterów”.

## Ordery i odznaczenia
- Krzyż Srebrny Orderu Wojskowego Virtuti Militari nr 5647 – 27 września 1922[24]
- Krzyż Walecznych[1]
- Złoty Krzyż Zasługi – 25 maja 1939 „za zasługi w służbie wojskowej”[25]
- Medal Niepodległości – 20 lipca 1932 „za pracę w dziele odzyskania niepodległości”[26]
- Krzyż Kampanii Wrześniowej – pośmiertnie 1 stycznia 1986[27]